# Áurea Martins
Áldima Pereira dos Santos, conhecida artisticamente como Áurea Martins (Rio de Janeiro, 13 de junho de 1940)  é uma cantora brasileira.

## Biografia
Nascida no bairro de Campo Grande, na zona oeste da cidade do Rio de Janeiro, Áurea pertence a uma família de artístas musicais: o pai tocava violão, a avó banjo; a mãe era cantora amadora e dois de seus tios tocavam saxofone e  clarinete. Participou, quando criança, do coral da Igreja de Nossa Senhora do Desterro.
Ganhou seu nome artístico de Paulo Gracindo quando atuava em programas de auditório da Rádio Nacional, na década de 1960.
Em 1969, venceu na TV o concurso A Grande Chance, de Flavio Cavalcanti. A cantora Maysa, estava entre os jurados e com o dinheiro do prêmio, ela bancou o primeiro LP, O Amor em Paz, de 1972, que tem arranjos de Luiz Eça.
Após esta evidência inicial, a cantora esteve por um longo período de tempo atuando apenas ao circuito boêmio da capital fluminense. Com o disco Até Sangrar, de 2008, voltou a cena musical nacional, ganhando como melhor cantora no Prêmio da Música Brasileira, em 2009. Marisa Monte e Rosa Passos eram suas concorrentes.  No mesmo ano, o cineasta Zeca Ferreira lançou o curta Áurea, que mostra um dia de trabalho da artista na noite e já recebeu mais de 20 prêmios desde que foi lançado.
Em 2012, lançou seu primeiro DVD com o registro de um show em estúdio.

## Discografia
- (1972) O amor em paz • RCA • LP
- (1990) Bordões • Top Voice • CD
- (2003) Áurea Martins • Independente • CD
- (2003) Outros ventos • Independente • CD
- (2007) Até Sangrar • Biscoito Fino • CD
- (2007) Orquestra Lunar • Rádio MEC • CD
- (2010) Depontacabeça • Biscoito Fino • CD
- (2012) Iluminante • Biscoito Fino • CD